# Tomoru Honda
Tomoru Honda (født 31. december 2001) er en japansk svømmer.
I 2021 repræsenterede han værtslandet Japan ved sommer-OL 2020 i Tokyo, hvor han tog sølv i 200 meter butterfly.